# Gauche, écologie et liberté

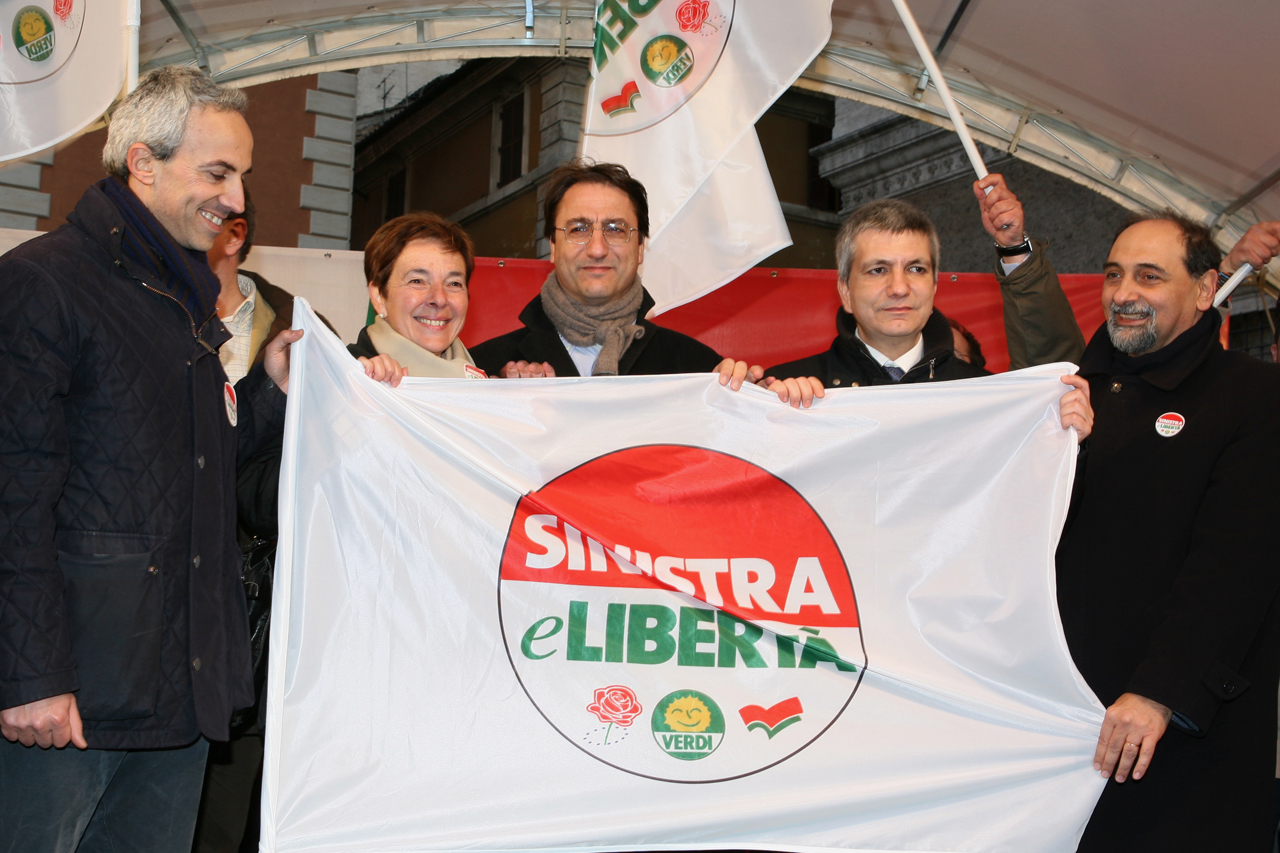
Marco di Lello, Grazia Francescato, Claudio Fava, Nichi Vendola et Umberto Guidoni à Rome.

Gauche, écologie et liberté (en italien Sinistra Ecologia Libertà, SEL, anciennement Gauche et liberté, Sinistra e Libertà) est un ancien parti politique italien. 
Il est né d'une d'alliance électorale le 16 mars 2009 à l'occasion des élections européennes de la même année. Lors des élections législatives de 2013, il se coalise avec le Parti démocrate et le Centre démocrate ce qui lui permet d'obtenir 44 élus au Parlement italien. 
En 2016, il décide de sa dissolution pour permettre la création de Gauche italienne en février 2017.

## Partis membres
SEL comprend au moment de sa constitution :
- Le Mouvement pour la gauche (Movimento per la Sinistra, Nichi Vendola) deux députés européens membres du PGE ;
- La Gauche démocrate (Sinistra Democratica, Claudio Fava), quatre députés européens membres du PSE ;
- Unir la gauche (Unire la Sinistra, Umberto Guidoni) 1 député européen membre du PGE ;
- La Fédération des Verts (Federazione dei Verdi, Grazia Francescato), deux députés européens membres du Parti vert européen ; les Verts ont quitté l'alliance en octobre 2009 après sept mois ; seule l'Association des Écologistes de Loredana De Petris reste dans SEL ;
- Le Parti socialiste (Partito Socialista, Riccardo Nencini) quatre députés européens membres du PSE ; le PS a quitté cette alliance en novembre 2009 pour redevenir le PSI.

Nichi Vendola est le porte-parole de SEL.

### Positionnement
Gauche, écologie et liberté est généralement considéré dans la vie politique italienne comme faisant partie du centre gauche, mais à la gauche du Parti démocrate, son allié électoral,. L'Institut français des relations internationales (IFRI) classe SEL à « la gauche de la gauche ». Le politologue italien Giovanni Orsina classe le parti à l'extrême gauche,.
Gauche, écologie et liberté se réclame du socialisme démocratique et met l'accent dans ses proclamations sur la défense de l'environnement, le pacifisme et la lutte pour l'emploi. Nichi Vendola, ancien cadre du Parti communiste italien, se considère toujours comme communiste mais dénonce toute « nostalgie du mur de Berlin » et se réclame du communisme de Enrico Berlinguer - qui correspond à la période de l'eurocommunisme - qu'il dit vouloir associer au socialisme réformiste, à l'écologisme, au « nouveau pacifisme » et à la non-violence.

## Histoire

### Élections européennes de 2009
SL tient sa première réunion publique le 21 mars 2009 à Rome, place Farnese. Si certains sondages la créditent d'environ 6 % d'intentions de vote, le double de la liste du Parti de la refondation communiste et du Parti des communistes italiens, leurs anciens alliés lors des élections générales italiennes de 2008, la liste ne réunit finalement que 3,12 % des votes, soit moins que leurs anciens alliés (3,38 %), et n'obtient par conséquent aucun élu.

### Transformation en parti
Après les élections européennes, les partis composant l'alliance se mettent d'accord pour poursuivre l'expérience. Au terme d'une assemblée générale nationale organisée le 19 septembre à Naples, les membres de la coalition formulent le vœu de voir Gauche et liberté se transformer en un véritable parti politique, en prévision notamment des élections régionales d'avril 2010. Une assemblée constituante aboutit à ce résultat en décembre 2009. 
Les Verts puis les socialistes quittent le processus avant son terme. Toutefois, les Verts du Haut-Adige, parti autonome de la fédération des Verts italiens restent coalisés avec SEL, notamment en vue des élections de 2013, ou au sein de la coalition L'Autre Europe avec Tsipras.

### Élections de 2013
Le parti SEL décide de s'allier au Parti démocrate en vue des élections générales de 2013 au sein de la coalition Italie. Bien commun.
Le président de SEL Nichi Vendola participe à l'élection primaire ouverte d'Italie. Bien commun du 25 novembre 2012, à laquelle il recueille 15 % des voix.
Lors des élections législatives, SEL obtient à la Chambre 1 089 409 voix, soit 3,2 % des suffrages exprimés et 37 députés, et au Sénat 912 308 voix (2,97 %) et 7 sénateurs. À la suite de cet échec électoral au Sénat, et au manque de majorité parlementaire, il quitte la coalition Italie. Bien commun pour rejoindre l'opposition et vote contre le gouvernement Letta lors du vote de confiance, le 30 avril.

### Élections européennes de 2014
Allié au sein de L'Autre Europe avec Tsipras, il remporte un député Marco Furfaro après le désistement de Barbara Spinelli.